# إرنست هانفستاينجل
إرنست هانفستاينجل (بالألمانية: Ernst Hanfstaengl) مواليد 2 فبراير 1887 في ميونخ، بافاريا، الإمبراطورية الألمانية - الوفاة 6 نوفمبر 1975 في ميونخ، بافاريا، ألمانيا الغربية، هو رجل أعمال ألماني عرف عنه قربه وصداقته للزعيم النازي أدولف هتلر قبل انشقاقه.

## روابط خارجية
- إرنست هانفستاينجل على موقع IMDb (الإنجليزية)
- إرنست هانفستاينجل على موقع مونزينجر (الألمانية)
- إرنست هانفستاينجل على موقع كينوبويسك (الروسية)